# 低圧放電灯
低圧放電灯（ていあつほうでんとう）は、金属や希ガスの原子の低圧蒸気中のアーク放電による光源。高効率であるという特長がある。

## 低圧放電灯の例
- 低圧水銀灯
- 低圧ナトリウム灯
- ネオン管
- 冷陰極管